# Ігумін Сергій Вікторович
Сергій Вікторович Ігумін (9 травня 1958, Москва) — радянський футболіст, захисник. Чемпіон світу серед молоді (1977).

## Клубна кар'єра
Вихованець СДЮШОР ЦСКА.
Почав свою кар'єру в московському ЦСКА, перший матч у Вищій лізі зіграв 2 квітня 1977 проти «Кайрата». Загалом у радянській вищій лізі Ігумін зіграв 7 матчів, також на його рахунку 1 матч за ЦСКА у Кубку СРСР.
Після виходу з ЦСКА Сергій Ігумін виступав за калінінську «Волгу», хабаровський СКА, московську «Червону Пресню», воронезький «Факел». Останнім клубом Ігуміна був тульський «Арсенал», в якому з липня 1989 року і до кінця сезону він виконував обов'язки головного тренера.

## Міжнародна кар'єра
У 1977 році Сергій Ігумін був у складі молодіжної збірної СРСР у фінальному турнірі чемпіонату світу серед молоді та став його переможцем. На цьому турнірі він не зіграв жодного матчу.